# Касерес, Энтони
Энтони Касерес (англ. Anthony Cáceres; 29 сентября 1992, Сидней, Австралия) — австралийский футболист, полузащитник клуба «Сидней».

## Клубная карьера
Касерес — воспитанник клуба «Сентрал Кост Маринерс». 19 января 2013 года в матче против «Ньюкасл Юнайтед Джетс» он дебютировал в А-Лиге. 25 января 2014 года в поединке против «Ньюкасл Юнайтед Джетс» Энтони забил свой первый гол за «Маринерс».
В начале 2016 года Касерес перешёл в английский «Манчестер Сити». Сумма трансфера составила 300 тыс. фунтов. Для получения игровой практики он сразу же был отдан в аренду клубу «Мельбурн Сити». 25 января в матче против «Веллингтон Феникс» он дебютировал за новую команду. 18 марта в поединке против «Брисбен Роар» Энтони забил свой первый гол за «Мельбурн Сити».
Летом 2017 года Касерес был отдан в аренду в эмиратский «Аль-Васл». С июля по декабрь 2018 года Касерес вновь на правах аренды выступал за «Мельбурн Сити», а в январе 2019 года он был отдан в аренду до конца сезона в другой австралийский клуб, «Сидней».

## Стиль игры
Касерес играет на позиции центрального полузащитника, также может действовать в роли атакующего и опорного полузащитника. Его отличает высокий уровень технического мастерства и креативность.

## Личная жизнь
Родители Касереса родом из Уругвая.
Во время учёбы в спортивной школе Вестфилдс Касерес познакомился с Хелен Петинос, которая также занималась футболом и впоследствии играла на профессиональном уровне. В июне 2018 года они поженились. С сентября по декабрь 2018 года они выступали за один и тот же футбольный клуб, «Мельбурн Сити»: Энтони за мужскую команду в А-Лиге, а Хелен за женскую в W-Лиге.

## Статистика

### Клубная статистика
| Выступление           | Выступление              | Выступление              | Лига | Лига | Кубок | Кубок | Континент | Континент | Итого | Итого |
| Клуб                  | Лига                     | Сезон                    | Игры | Голы | Игры  | Голы  | Игры      | Голы      | Игры  | Голы  |
| --------------------- | ------------------------ | ------------------------ | ---- | ---- | ----- | ----- | --------- | --------- | ----- | ----- |
| Сентрал Кост Маринерс | I                        | 2012/2013                | 3    | 0    | —     | —     | 2         | 0         | 5     | 0     |
| Сентрал Кост Маринерс | I                        | 2013/2014                | 21   | 2    | —     | —     | 3         | 0         | 24    | 2     |
| Сентрал Кост Маринерс | I                        | 2014/2015                | 26   | 1    | 2     | 0     | 1         | 0         | 29    | 1     |
| Сентрал Кост Маринерс | I                        | 2015/2016                | 12   | 0    | —     | —     | —         | —         | 12    | 0     |
| Сентрал Кост Маринерс | Итого                    | Итого                    | 62   | 3    | 2     | 0     | 6         | 0         | 70    | 3     |
| Мельбурн Сити         | I                        | 2015/2016                | 11   | 1    | —     | —     | —         | —         | 11    | 1     |
| Мельбурн Сити         | I                        | 2016/2017                | 27   | 2    | 3     | 0     | —         | —         | 30    | 2     |
| Мельбурн Сити         | Итого                    | Итого                    | 38   | 3    | 3     | 0     | —         | —         | 41    | 3     |
| Аль-Васл              | I                        | 2017/2018                | 21   | 1    | 10    | 0     | 6         | 0         | 37    | 1     |
| Мельбурн Сити         | I                        | 2018/2019                | 5    | 0    | 2     | 0     | —         | —         | 7     | 0     |
| Мельбурн Сити         | Итого за «Мельбурн Сити» | Итого за «Мельбурн Сити» | 43   | 3    | 5     | 0     | —         | —         | 48    | 3     |
| Сидней                | I                        | 2018/2019                | 5    | 0    | —     | —     | —         | —         | 5     | 0     |
| Всего за карьеру      | Всего за карьеру         | Всего за карьеру         | 131  | 7    | 17    | 0     | 12        | 0         | 160   | 7     |

## Достижения
Сентрал Кост Маринерс
- Чемпион Австралии: 2012/13

Мельбурн Сити
- Обладатель Кубка Австралии: 2016

Личные
- Игрок года в «Сентрал Кост Маринерс»: 2014/15